# 400 m haies masculin à la Ligue de diamant 2012
Navigation
2011
L'épreuve du 400 mètres haies masculin de la Ligue de diamant 2012 se déroule du 19 mai au 30 août 2012. La compétition fait successivement étape à Shanghai, Rome, Oslo, Paris, Londres, Stockholm et Zurich.

## Calendrier
| Date               | Meeting           | Ville     | Pays        |
| ------------------ | ----------------- | --------- | ----------- |
| 19 mai 2012        | Golden Grand Prix | Shanghai  | Chine       |
| 31 mai 2012        | Golden Gala       | Rome      | Italie      |
| 7 juin 2012        | Bislett Games     | Oslo      | Norvège     |
| 6 juillet 2012     | Meeting Areva     | Paris     | France      |
| 13-14 juillet 2012 | London Grand Prix | Londres   | Royaume-Uni |
| 17 août 2012       | DN Galan          | Stockholm | Suède       |
| 30 août 2012       | Weltklasse        | Zurich    | Suisse      |

## Résultats
| Date | Meeting   | 1er                         | 1er   | 2e                         | 2e    | 3e                         | 3e    |
| --- | --------- | --------------------------- | ----- | -------------------------- | ----- | -------------------------- | ----- |
| 19 mai 2012 | Shanghai  | Angelo Taylor 48 s 98 (SB)  | 4 pts | Justin Gaymon 49 s 07 (SB) | 2 pts | Cheng Wen 49 s 59 (SB)     | 1 pt  |
| 31 mai 2012 | Rome      | Javier Culson 48 s 14       | 4 pts | Bershawn Jackson 48 s 25   | 2 pts | Cornel Fredericks 49 s 21  | 1 pt  |
| 7 juin 2012 | Oslo      | Javier Culson 47 s 92 (WL)  | 4 pts | Jehue Gordon 48 s 78 (SB)  | 2 pts | Justin Gaymon 48 s 97 (SB) | 1 pt  |
| 6 juillet 2012 | Paris     | Javier Culson 47 s 78 (WL)  | 4 pts | David Greene 47 s 84 (PB)  | 2 pts | Félix Sánchez 48 s 56 (SB) | 1 pt  |
| 13-14 juillet 2012 | Londres   | Javier Culson 47 s 78 (=WL) | 4 pts | David Greene 48 s 10       | 2 pts | Angelo Taylor 48 s 43 (SB) | 1 pt  |
| 17 août 2012 | Stockholm | Michael Tinsley 48 s 50     | 4 pts | Félix Sánchez 48 s 93      | 2 pts | Leford Green 48 s 97       | 1 pt  |
| 30 août 2012 | Zurich    | Javier Culson 48 s 29       | 8 pts | Omar Cisneros 48 s 34      | 4 pts | Jehue Gordon 48 s 40       | 2 pts |
| Records et Performances - AR : Record continental (area record) - CR : Record des championnats (championship record) - MR : Record du meeting (meet record) - NR : Record national (national record) - OR : Record olympique (olympic record) - PR : Record paralympique (paralympic record) - PB : Record personnel (personal best) - SB : Meilleure performance personnelle de la saison (season's best) - WL : Meilleure performance mondiale de l'année (world leader) - WJR : Record du monde junior (world junior record) - WR : Record du monde (world record) Circonstances et Conditions - DNF : N'a pas terminé (did not finish) - DNS : N'a pas pris le départ (did not start) - DQ : Disqualification (disqualification) - NM : Aucun essai valable enregistré (No Mark) - Q : Qualifié « directement » au prochain tour (ou à la prochaine compétition), lors d'une compétition majeure, grâce au classement ou à la réalisation des minima (automatic qualifier) - q : Qualifié au prochain tour (ou à la prochaine compétition), lors d'une compétition majeure, grâce au repêchage ou à la réalisation de l'une des meilleures performances parmi celles des « non qualifiés directement » (grâce au meilleur temps ou à la meilleure distance par exemple) (secondary qualifier) |           |                             |       |                            |       |                            |       |

## Classement général
- Classement final[1] :

| Rang | Athlète         | Points |
| ---- | --------------- | ------ |
| 1    | Javier Culson   | 16     |
| 2    | Angelo Taylor   | 13     |
| 3    | Michael Tinsley | 4      |
| 3    | Omar Cisneros   | 4      |
| 3    | Jehue Gordon    | 4      |